# 칼리닌그라드 시간
| USZ1 | ■ 칼리닌그라드 시간     | MSK-1 (UTC+02:00) |
| MSK  | ■ 모스크바 시간         | MSK (UTC+03:00)   |
| SMAT | ■ 사마라 시간           | MSK+1 (UTC+04:00) |
| YEKT | ■ 예카테린부르크 시간   | MSK+2 (UTC+05:00) |
| OMST | ■ 옴스크 시간           | MSK+3 (UTC+06:00) |
| KRAT | ■ 크라스노야르스크 시간 | MSK+4 (UTC+07:00) |
| IRKT | ■ 이르쿠츠크 시간       | MSK+5 (UTC+08:00) |
| YAKT | ■ 야쿠츠크 시간         | MSK+6 (UTC+09:00) |
| VLAT | ■ 블라디보스토크 시간   | MSK+7 (UTC+10:00) |
| MAGT | ■ 마가단 시간           | MSK+8 (UTC+11:00) |
| PETT | ■ 캄차카 시간           | MSK+9 (UTC+12:00) |

칼리닌그라드 시간(USZ1)은 러시아의 첫 번째 시간대로, 러시아 칼리닌그라드에서 사용하며 모스크바 시간보다 한 시간 늦다.
2014년 10월 26일부터 동절기 시간 고정제를 시행하면서 동유럽 표준시와 같으며 협정 세계시보다 2시간 빠른 시간대(UTC+2)를 사용하고 있다. 이전에는 2011년에 연중 일광 절약 시간제(시간대를 한시간 당기고 일광절약시간대를 폐지)를 시행하면서 동유럽 표준시와 달랐다. 당시에는 벨라루스가 같은 시간대를 쓰게 되면서 이 시간대는 극동유럽 표준시로 불리었다.

## 같이 보기
- 러시아의 시간대